# Seeburg Ray-O-Lite
El Seeburg Ray-O-Lite va ser el primer joc amb pistola de llum. Es va fer el gener de 1936 per Seeburg. Tracta de disparar contra un ànec que vola.